# Йохан Мартин II фон Щолберг
Йохан Мартин II фон Щолберг (на немски: Johann Martin zu Stolberg; * 6 януари 1728, Росла, Южен Харц; † 8 октомври 1795, Ортенберг, Хесен) от фамилията Щолбер е граф на Щолберг-Росла. Графството Щолберг-Росла (Grafschaft Stolberg-Roßla) се образува през 1706 г. от графството Щолберг-Щолберг, днес в Саксония-Анхалт.

## Произход
Той е най-малкият син и дете на граф Йост Кристиан фон Щолберг-Росла-Ортенберг (1676 – 1739) и съпругата му Емилия Августа фон Щолберг-Гедерн (1687 – 1730), дъщеря на граф Лудвиг Кристиан фон Щолберг-Гедерн (1652 – 1710) и принцеса Кристина фон Мекленбург-Гюстров (1663 – 1749). Внук е на граф Кристоф Лудвиг I фон Щолберг-Щолберг (1634 – 1704) и ландграфиня Луиза Кристина фон Хесен-Дармщат (1636 – 1697).

## Фамилия
Йохан Мартин II фон Щолберг се жени на 6 януари 1765 г. в Хахенбург за бургграфиня София Шарлота фон Кирхберг, графиня фон Сайн-Хахенбург (* 11 октомври 1731, Хахенбург; † 5 март 1772, Франкфурт на Майн), най-малката дъщеря на бургграф Георг Фридрих фон Кирхберг († 1749) и графиня София Амалия фон Насау-Саарбрюкен-Отвайлер († 1753). Те имат трима сина и една дъщеря:
- Каролина Луиза Хенриета (* 20 октомври 1765, Росла; † 14 февруари 1766, Росла)
- Август Фридрих Бото Кристиан (* 25 септември 1768, Ортенберг; † 8 декември 1846, Росла), граф на Щолберг-Росла, женен на 22 октомври 1811 г. в Шьонберг за графиня Каролина Августа Луиза Хенриета Амалия фон Ербах-Шьонберг (* 9 септември 1785, Бохемия; † 18 март 1848, Росла)
- Кристиан Георг (* 16 април 1770, Ортенберг; † 9 април 1831, Росла), граф на Щолберг-Росла, неженен
- Карл Ердман Лудвиг (* 7 октомври 1771, Ортенберг; † 20 юни 1790, Марбург), граф на Щолберг-Росла, неженен